# Faculdade Metropolitana da Amazônia
O Centro Universitário Metropolitano da Amazônia (UNIFAMAZ) é uma instituição de ensino superior integrada ao Grupo Educacional Euro-Americano com sede em Belém, Pará.
Iniciou suas atividades nas dependências do Colégio do Carmo, porém em 4 de Maio de 2009 transferiu todas as suas atividades pedagógicas e administrativas para sua sede oficial localizada da Avenida Visconde de Souza Franco no bairro do Reduto.

## Cursos
- Administração
- Arquitetura e Urbanismo
- Biomedicina
- Ciências Contábeis
- CST em Ciência de Dados
- CST em Defesa Cibernética
- CST em Gestão Ambiental
- CST em Gestão Hospitalar
- CST em Desenvolvimento de Jogos Digitais
- CST em Radiologia
- CST em Gestão de Recursos Humanos
- Direito
- Educação Física
- Enfermagem
- Engenharia Ambiental e Sanitária
- Engenharia Civil
- Engenharia de Produção
- Medicina
- Odontologia
- Psicologia
- Serviço Social